# Mizerabilizm
Mizerabilizm – kierunek w sztuce francuskiej lat czterdziestych i pięćdziesiątych XX wieku. Nazwa pochodzi do francuskiego wyrazu „miserable” – nędzny.
We Francji, wychodzącej z powojennego ubóstwa, sztuka przedstawiająca nędzę i nieszczęście miała epatować zamożnych widzów. Za twórcę tego kierunku uważa się malarza francuskiego Francisa Grubera (1912-1948). Malarze tego kierunku – Bernard Buffet, Alberto Giacometti i Jean Carzou powoływali się na związki ich sztuki z egzystencjalizmem.
Obrazy mizerabilistów wyróżniały się zszarzałą gamą barwną, agresywnym rysunkiem. Postacie ludzkie umieszczane były w pustej przestrzeni. 
Mizerabilizm okazał się krótkotrwałą modą, przeminął bez śladu.